# Turneul celor Șase Națiuni din 2017
Turneul celor Șase Națiuni din 2017 cunoscut sub numele de 2017 RBS 6 Nations datorită sponsorului turneului, Royal Bank of Scotland, a fost cea de a 18-a ediție a Turneului celor Șase Națiuni, campionatul anual de rugby din emisfera nordică.
La acestă ediție au participat campioana en-titre Anglia, Franța, Irlanda, Italia, Scoția și Țara Galilor. Incluzând competițiile inițiale Turneul Home Nations și Turneul celor Cinci Națiuni, acesta a fost cea de a 123-a ediție a turneului. Turneul a fost câștigat de Anglia.

## Echipe participante
| Țara         | Stadion               | Stadion    | Stadion     | Antrenor               | Căpitan         |
| Țara         | Stadion propriu       | Capacitate | Oraș        | Antrenor               | Căpitan         |
| ------------ | --------------------- | ---------- | ----------- | ---------------------- | --------------- |
| Anglia       | Stadionul Twickenham  | 82,000     | Londra      | Eddie Jones            | Dylan Hartley   |
| Franța       | Stade de France       | 81,338     | Saint-Denis | Guy Novès              | Guilhem Guirado |
| Irlanda      | Aviva Stadium         | 51,700     | Dublin      | Joe Schmidt            | Rory Best       |
| Italia       | Stadio Olimpico       | 73,261     | Roma        | Conor O'Shea           | Sergio Parisse  |
| Scoția       | Stadionul Murrayfield | 67,144     | Edinburgh   | Vern Cotter            | Greig Laidlaw   |
| Țara Galilor | Millennium Stadium    | 74,500     | Cardiff     | Rob Howley (interimar) | Alun Wyn Jones  |

## Clasament
| Loc                                                                                                | Echipa       | Jocuri | Jocuri   | Jocuri  | Jocuri     | Puncte | Puncte    | Puncte    | Eseuri | Puncte bonus | Puncte clasament |
| Loc                                                                                                | Echipa       | Jucate | Victorii | Egaluri | Înfrângeri | Pentru | Împotrivă | Diferență | Eseuri | Puncte bonus | Puncte clasament |
| -------------------------------------------------------------------------------------------------- | ------------ | ------ | -------- | ------- | ---------- | ------ | --------- | --------- | ------ | ------------ | ---------------- |
| 1                                                                                                  | Anglia       | 5      | 4        | 0       | 1          | 146    | 81        | +65       | 16     | 2            | 18               |
| 2                                                                                                  | Irlanda      | 5      | 3        | 0       | 2          | 126    | 77        | +49       | 14     | 2            | 14               |
| 3                                                                                                  | Franța       | 5      | 3        | 0       | 2          | 107    | 90        | +17       | 8      | 2            | 14               |
| 4                                                                                                  | Scoția       | 5      | 3        | 0       | 2          | 122    | 118       | +4        | 14     | 2            | 14               |
| 5                                                                                                  | Țara Galilor | 5      | 2        | 0       | 3          | 102    | 86        | +16       | 8      | 2            | 10               |
| 6                                                                                                  | Italia       | 5      | 0        | 0       | 5          | 50     | 201       | -151      | 6      | 0            | 0                |
| Sursa: RBS 6 Nations Table Arhivat în 22 martie 2015, la Wayback Machine. (accesat 18 martie 2017) |              |        |          |         |            |        |           |           |        |              |                  |

## Meciuri

### Etapa 1
| 4 februarie 2017 | Scoția | 27–22 | Irlanda      | Stadionul Murrayfield, Edinburgh |
| 4 februarie 2017 | Anglia | 19–16 | Franța       | Stadionul Twickenham, Londra     |
| 5 februarie 2017 | Italia | 7–33  | Țara Galilor | Stadio Olimpico, Roma            |

### Etapa a 2-a
| 11 februarie 2017 | Italia       | 10–63 | Irlanda | Stadio Olimpico, Roma       |
| 11 februarie 2017 | Țara Galilor | 16–21 | Anglia  | Millennium Stadium, Cardiff |
| 12 februarie 2017 | Franța       | 22–16 | Scoția  | Stade de France, Paris      |

### Etapa a 3-a
| 25 februarie 2017 | Scoția  | 29–13 | Țara Galilor | Stadionul Murrayfield, Edinburgh |
| 25 februarie 2017 | Irlanda | 19–9  | Franța       | Aviva Stadium, Dublin            |
| 26 februarie 2017 | Anglia  | 36–15 | Italia       | Stadionul Twickenham, Londra     |

### Etapa a 4-a
| 10 martie 2017 | Țara Galilor | 22–9  | Irlanda | Millennium Stadium, Cardiff  |
| 11 martie 2017 | Italia       | 18–40 | Franța  | Stadio Olimpico, Roma        |
| 11 martie 2017 | Anglia       | 61–21 | Scoția  | Stadionul Twickenham, Londra |

### Etapa a 5-a
| 18 martie 2017 | Scoția  | 29–0  | Italia       | Stadionul Murrayfield, Edinburgh |
| 18 martie 2017 | Franța  | 20–18 | Țara Galilor | Stade de France, Paris           |
| 18 martie 2017 | Irlanda | 13–9  | { Anglia     | Aviva Stadium, Dublin            |